# Сарацины
Сараци́ны (мн. ч., через ед. ч. церк.-слав. сракининъ, саракининъ, срацине, др.-рус. сорочининъ (᾽Αγαρηνοί — «агаряне»), лат. saracēnus, греч. σαρακηνός — «восточный», от араб. شرق‎, šаrk — «восток») — кочевое племя бедуинов, жившее вдоль границ Сирии. Этот народ упоминался ещё древнеримским историком IV века Аммианом Марцеллином и греческим учёным I—II веков н. э. Клавдием Птоломеем.
Впервые «саракены» в форме Araceni упоминаются в шестой книге «Естественной истории» Плиния Старшего (VI. 157) (третья четверть I века), в «Арабике» Урания (Fr. 11) (I век), затем в «Руководстве по географии» Клавдия Птолемея (середина II века) при перечне народов Счастливой Аравии (131; 6. 7.21).
Отдельные авторы, например, Евфимий Зигабен, безосновательно связывали слово «сарацины» с именем библейской Сары.
Со времени крестовых походов авторы западной Европы стали называть «сарацинами» всех мусульман, часто используя в качестве синонима термин «мавры». Во времена крестовых походов этим словом называли арабов и египтян, противостоявших европейцам на Ближнем Востоке.
В настоящее время термин используется историками по отношению к населению Арабского халифата в период с VII по XIII века (до завоевания халифата Аббасидов внуком Чингис-хана Хулагу в результате ближневосточного похода монголов).

## Другие значения
«Сарацином» в Средние века называли также и тренажёр для рыцарей. Тренажёр в классическом варианте представлял собой деревянный торс человека (собственно сарацина), в одной руке держащего небольшой щит, а в другой цепь или верёвку с утяжелителем (например, мешок с песком) на конце. Торс устанавливался так, чтобы свободно вращаться на столбе. Задача рыцаря — на полном скаку поразить копьём щит сарацина и успеть при этом увернуться от удара мешком. Сарацины часто применялись на рыцарских турнирах как отдельное состязание.

## В культуре
| Перед утренней зарёю Братья дружною толпою Выезжают погулять, Серых уток пострелять, Руку правую потешить, Сорочина в поле спешить. А. С. Пушкин, «Сказка о мёртвой царевне и о семи богатырях» | Сто сарацинов я убил во славу ей — Прекрасной Даме посвятил я сто смертей! В. С. Высоцкий, «Сто сарацинов я убил во славу ей…» |